# François Llaunet
François Michel Llaunet (Perpignan, 7 juin 1812 - Paris 6e, 14 mai 1893) est un musicien et auteur dramatique français du XIXe siècle.

## Œuvres
- 1843 : Un rêve de Mozart, comédie-vaudeville en 1 acte, avec Lussigny[3], Théâtre Comte, 10 février
- 1844 : Le Diable à Paris, vaudeville en un acte, avec Jean-Baptiste Simonnin, Théâtre Beaumarchais, 31 juillet
- 1848 : 1848 au Temple, revue, avec Narcisse Fournier
- 1855 : Hardi comme un page, vaudeville en 2 actes, avec Charles de Renneville, Théâtre des Délassements-Comiques,
- 1858 : Les orphelines de Saint-Sever, comédie-vaudeville en un acte, avec Édouard Plouvier et Alfred Delacour
- 1859 : L'Orgueil, drame en 5 actes, avec Dunan Mousseux
- 1860 : Simon le serrurier, vaudeville en 1 acte, avec Joanny, Théâtre Beaumarchais, 23 février
- 1860 : La Brebis égarée, drame en 3 actes et en vers, avec Joanny, Théâtre Beaumarchais, 15 septembre
- 1862 : Un homme de ménage, vaudeville en un acte
- 1875 : Entre deux picotins, opérette en 1 acte, paroles et musique de François Llaunet, Théâtre Beaumarchais, 4 décembre
- 1875 : Miss Rosette, ou les Orphelines de Sydenham, drame en 5 actes, musique d'Oray, Théâtre Beaumarchais, 12 mai
- 1875 : Elle et Lui !, vaudeville en un acte
- 1879 : Une paire de moutards, opérette en un acte, paroles de François Llaunet et Julien Deschamps, musique de François Llaunet
- 1907 : Les Fileuses, pièce en 3 actes, avec Julien Deschamps, musique d'André Oray